# Alin Mituța
Alin Mituța, né le 24 mai 1984 à Novaci (Roumanie), est un député européen roumain.

## Biographie
En 2007, il obtient une licence en relations internationales et études européennes de la SNSPA de Bucarest et en sciences politiques à l'Université Paris-Nanterre, et en 2009 un master en affaires européennes à l'Institut d'études politiques de Paris. 
Il travaille, entre autres en tant que conseiller politique au Parlement européen et fonctionnaire au Comité économique et social européen. De retour en Roumanie, il est secrétaire d'État et directeur du cabinet du premier ministre Dacian Cioloș. Plus tard, il poursuit sa coopération étroite avec l'ancien Premier ministre en tant que cofondateur et directeur exécutif de l'association Asociația Platforma România 100 créée par Dacian Cioloș, et en tant que membre du Bureau National du parti PLUS.
Aux élections de 2019, il se présente au Parlement européen sur la liste du Parti de la liberté, de l'unité et de la solidarité (PLUS). Il prend ses fonctions de député européen de la 9e législature en décembre 2020, en remplacement de Cristian Ghinea.